# Diecezja Campeche
Diecezja Campeche (łac. Dioecesis Campecorensis) – diecezja Kościoła rzymskokatolickiego w Meksyku, sufragania archidiecezji jukatańskiej.

## Historia
24 marca 1895 roku papież Leon XIII konstytucją apostolską Praedecessorum nostrorum erygował diecezję Campeche. Dotychczas wierni z tych terenów należeli do archidiecezji jukatańskiej.

## Główne świątynie
- Katedra: Katedra Matki Boskiej Niepokalanie Poczętej w Campeche

## Biskupi diecezjalni
- Francisco Plancarte y Navarrette (1895 - 1898)
- Rómulo Betancourt y Torres (1900 - 1901)
- Francisco de Paula Mendoza y Herrera (1904 - 1909)
- Jaime de Anasagasti y Llamas (1909 - 1910)
- Vicente Castellanos y Núñez (1912 - 1921)
- Francisco María González y Arias (1922 - 1931)
- Luis Guízar y Barragán (1931 - 1938)
- Alberto Mendoza y Bedolla (1939 - 1967)
- José de Jesús Garcia Ayala (1967 - 1982)
- Héctor González Martínez (1982 - 1988)
- Carlos Suárez Cázares (1988 - 1994)
- José Luis Amezcua Melgoza (1995 - 2005)
- Ramón Castro Castro (2006 - 2013)
- José Francisco González González (2013 - 2025)